# Тютюнниково
Тютюнниково (укр. Тютюнникове) — село,
Коровинский сельский совет,
Недригайловский район,
Сумская область,
Украина.
Код КОАТУУ — 5923583412. Население по переписи 2001 года составляло 28 человек .

## Географическое положение
Село Тютюнниково находится на расстоянии до 0,5 км от сёл Муховатое и Тимощенково.
По селу протекает пересыхающий ручей с запрудой.